# Profilassi post-esposizione ad HIV
La profilassi post-esposizione ad HIV è una particolare profilassi post-esposizione o PEP (Post-Exposure Prophylaxis) da applicare in caso di possibile esposizione al virus HIV.
La profilassi consiste in un trattamento farmacologico simile alla HAART (Highly Active Antiretroviral Therapy), la terapia antiretrovirale seguita dalle persone già contagiate da HIV, ma che, invece, ha lo scopo di ridurre la probabilità di contagio dopo una possibile esposizione.
Questo tipo di trattamento viene in genere operato dai reparti di infettivologia degli ospedali.

## Profilassi occupazionale e non occupazionale
Come ogni profilassi post-esposizione, può essere occupazionale, se viene applicata a operatori sanitari dopo un incidente con oggetti contaminati, come puntura con aghi precedentemente utilizzati per iniezioni a pazienti, oppure non occupazionale, e in tal caso viene indicata con la sigla nPEP, se viene applicata a persone che non siano operatori sanitari le quali però si siano trovate in situazioni a rischio, per esempio rottura del preservativo durante un rapporto sessuale con un'altra persona che risulti HIV-sieropositiva oppure ferimento con oggetti che potrebbero essere contaminati.

## Tempi del trattamento
La profilassi post-esposizione deve essere iniziata al più presto possibile dopo l'esposizione all'HIV, possibilmente entro 4 ore dall'infortunio e, comunque, non oltre le 72 ore.
Si stima che la probabilità di contagio si riduca dell'80% se la profilassi è praticata correttamente e nei tempi stabiliti. La necessità di iniziare il trattamento al più presto possibile è legata al fatto che, in base a quanto si ritiene, occorre agire sul virus HIV prima che esso raggiunga il timo.
Solitamente il trattamento viene attuato per 4 settimane. Grazie a esso vi è una buona probabilità che il virus non riesca a diffondersi a sufficienza per sopravvivere e venga eliminato dall'organismo, purché abbia inizio nelle primissime ore in seguito all'infortunio.

## Possibili effetti sui tempi di sieroconversione
Se si verifica che, nonostante la profilassi post-esposizione, non si riesce a evitare il contagio, si può osservare, in alcuni pazienti, un ritardo della sieroconversione, ossia un prolungamento del periodo finestra necessario affinché i test per la ricerca di anticorpi anti-HIV si positivizzino.